# Basil Pennington
Pour les articles homonymes, voir Pennington.
Basil Pennington, né le 28 juillet 1931 et mort le 3 juin 2005, est un moine cistercien-trappiste et prêtre catholique américain, professeur, directeur de conscience et écrivain spirituel de renom.
Disciple de Thomas Merton, il encouragea particulièrement les voies de la « prière centrée » (centering prayer).

## Biographie
Il a obtenu une licence en théologie à l'université pontificale Saint Thomas d'Aquin (dite l'Angelicum) et une licence en droit canon à l'Université pontificale grégorienne. Pennington devint connu internationallement comme important promoteur du mouvement de la «prière centrée» qu'il commença à pratiquer dans son abbaye Saint-Joseph de Spencer, dans le Massachusetts, pendant les années 1970.
Il voyagea beaucoup, surtout à partir de 1980. Trappiste et prêtre américain, il fut un des premiers moines et prêtres catholiques à être admis à partager la vie des moines du Mont Athos, passant d'un ermitage à l'autre. Il consignera ses notes de voyages prises au jour le jour durant quatre mois dans un livre : O sainte montagne ! Journal d'une retraite sur le Mont Athos qui parut en 1981. En 1990, il était à la Trappe de Lantao, à Hong Kong.
Pennington entra dans chez les Trappistes à l'abbaye Saint-Joseph de Spencer en juin 1951. Dans son abbaye, il fut nommé professeur de théologie en 1959, professeur de droit canonique et professeur de spiritualité en 1963 et directeur des vocations en 1978. En 2000, il a été nommé supérieur à l'abbaye dans l'Ava, Missouri et plus tard cette même année, il est élu abbé du monastère de l'Esprit-Saint de Conyers, en Géorgie. Il est retourné à l'abbaye Saint-Joseph après avoir pris sa retraite en 2002. Il était lié à la Norvège. Il mourut le 3 juin 2005, la fête du Sacré-Cœur de Jésus, des suites de blessures subies dans un accident de voiture.
Il écrivit plus de soixante livres. En tête de chaque de ses lettres, il inscrit les lettres JMJ (Jésus, Marie, Joseph). Le M. qui précède son nom signifie Marie. Il connut des chrétiens et des religieux de toutes confessions: rabbins américains, sages hindous, moines athonites, chrétiens de toutes dénominations. Il fonda le North American Board for East-West Dialogue avec le père Armand Veuilleux, trappiste, président, et sœur Pascaline Coff, OSB, secrétaire de direction, qui devint en 1993 le NABEWD, Dialogue interreligieux monastique (DIM).

## Écrits
- Pour mieux discerner l'esprit et les intentions propres des fondateurs de l'ordre de Cîteaux, 1969, sept pages.
- La Prière de silence : renouveler une forme traditionnelle de prière chrétienne
- Contemplative community: an inter-disciplinary symposium , 1972
- O sainte montagne ! Journal d'une retraite sur le Mont Athos
- The Cistercian spirit: a symposium in memory of Thomas Merton , 1973. Thomas Merton, brother monk: the quest for true freedom
- One yet two: monastic tradition, East and West : Orthodox , Volume 1973 - 1976
- Daily we touch Him: practical religious experiences, 1977
- Toward an integrated humanity: Thomas Merton's journey
- O sainte montagne ! Journal d'une retraite sur le Mont Athos, Le Cerf, Collection « L'Évangile au XXe siècle », 1981.
- Lectio Divina: Renewing the Ancient Practice of Praying the Scriptures, 1978.
- Called, new thinking on Christian vocation, 1983.
- In Peter's footsteps: learning to be a disciple, 1985.
- In search of true wisdom: visits to Eastern spiritual fathers, P. Serge Bolshakoff, Basil Pennington
- Listening: God's Word for Today
- Monastic journey to India, 1982.
- A place a part: monastic prayer and practice for everyone, 1983.
- The Last of the Fathers: the Cistercian Fathers of the twelfth century, 1993.
- Monastery: prayer, work, community , 1983.
- Mary today: the challenging woman, 1987.
- Who Do You Say I Am?: Meditations on Jesus', Questions in the Gospels
- Getting it all together: the heritage of Thomas Merton, 1984.
- The Eucharist: yesterday and today, 1984
- The manual of life: the New Testament for daily living, 1985.
- Breaking bread: the table talk of Jesus, 1986.
- Pocket Book of Prayers, 1986.
- Through the Year with the Saints, 1988.
- Prayertimes: morning, midday, evening, 1988.
- Long on the Journey: The Reflections of a Pilgrim, 1989.
- The monastic way, 1990.
- Light from the cloister, 1991.
- Praying by hand: rediscovering the rosary as a way of prayer, 1991.
- Community and ascetisme,1991.
- Jubilee, a monk's journal, 991.
- Awake in the spirit: a personal handbook on prayer, 1992.
- Bernard of Clairvaux: a saint's life in word and image, 1994.
- Centering Prayer in Daily Life and Ministry, Thomas Keating, Gustave Reininger, 1997.
- Thomas Merton, my brother: his journey to freedom, compassion, 1996.
- William of Saint Thierry: the way to divine union : selected spiritual writings, 1998.
- Centering Prayer, A living tradition,1999
- True Self, False Self: Unmasking the Spirit Within, 2000.
- Listening: God's Word for Today, 2000
- A school of love: the Cistercian way to holiness, 2001.
- The way of friendship: selected spiritual writings  Par Saint Aelred (of Rievaulx), M. Basil Pennington, 2001.
- An invitation to centering prayer Par M. Basil Pennington,Luke Dysinger,2001.
- The Gift of Being Yourself: The Sacred Call to Self-Discovery, David G. Benner, M. Basil Pennington
- The monks of Mount Athos: a western monk's extraordinary spiritual journey, 2003
- The Song of Songs: A Spiritual Commentary - 2004
- Thomas Merton: I have seen what I was looking for : selected spiritual writings  2005.
- Challenges in Prayer: A Classic with a New Introduction, 2005
- Engaging the world with Merton: on retreat in Tom's hermitage, 2005.
- Who Do You Say I Am?: Meditations on Jesus' Questions in the Gospels,2005
- Journey in a Holy Land: A Spiritual Journal,  2006
- Finding Grace at the Center: The Beginning of Centering Prayer Par M. Basil Pennington,Thomas Keating,Thomas E. Clarke
- Seeking His Mind: 40 Meetings with Christ Par M. Basil Pennington, 2007
- Listen with Your Heart: Spiritual Living with the Rule of Saint Benedict, 2007.
- The Christ Chaplain: The Way to a Deeper, More Effective Hospital Ministry, 2007.
- Psalms: A Spiritual Commentary,2008
- Christian spirituality vol . 16 : origins to the twelfth century,  The Cistercians
- The Cistercians: an introductory history    M.Basil Pennington OCSO, Modern Catholic Encyclopedia, (Liturgical Press, 1995).
- Transformation in Prayer: 99 Sayings, M. Basil Pennington  et Jean Maalouf.